# 玉岡かおる
玉岡 かおる（たまおか かおる、女性、1956年11月6日 - ）は、兵庫県三木市生まれの兵庫県地方史を特に研究する作家。

## 来歴・人物
三木市立三樹小学校・三木市立三木中学校・兵庫県立小野高等学校を経て神戸女学院大学文学部卒業。三木市立三木中学校で2年間教職に就いたあと文筆業に転向し、神戸大学の川端柳太郎に師事。子供の読書にもわかりやすい文章で、すぐに読みやすいとの声も聞こえる反面、神戸学院大学の松田裕之教授が指摘するように、歴史的不明の部分は創作部分が多くて作品は学術的ではないとの意見もある(主人公の幼名など説明もなく作品中で創作している）。
子育て中の1987年、『夢喰い魚のブルーグッドバイ』で、神戸のタウン誌『月刊神戸っ子』の第12回神戸文学賞を受賞 。同作は1989年に刊行され文壇デビューを果たす。おもに関西を舞台にした作品で多くの読者を獲得する。1997年、『をんな紋―まろびだす川』が第10回山本周五郎賞候補作になる。2008年、『お家さん』で第25回織田作之助賞大賞を受賞。
歯科医と結婚し、2人の子供をもうけて、離婚後、兵庫県加古川市に在住。『ブロードキャスター』などテレビのコメンテーターとしても活動。関西テレビ・FNNスーパーニュースアンカーの木曜コメンテーターを担当（2009年4月からは月曜を、2007年9月までは金曜を担当）。フリーアナウンサーで元フジテレビアナウンサー・田中大貴は高校の後輩。熱狂的な阪神タイガースファン、また宝塚歌劇ファンとしても有名。2000年、加古川市特別文化賞受賞。2006年、兵庫県文化賞受賞。2020年、地域文化功労者表彰。2022年、『帆神 北前船を馳せた男・工楽松右衛門』で第41回新田次郎文学賞と第16回舟橋聖一文学賞を受賞。

## 著書
- 『夢食い魚のブルー・グッドバイ』新潮社 1989年 のち文庫
- 『なみだ蟹のムーンライト・チアーズ』新潮社 1990年 のち文庫
- 『サイレント・ラヴ』新潮社 1992　のち文庫
- 『ティア・ドロップ・プラネット』大和書房 1993 「恋をするには遅すぎない」と改題、角川文庫
- 『クォーター・ムーン』新潮社 1993 のち文庫
- 『神戸ハートブレイク・ストリート』大和書房 1994
- 『捨て色』角川書店 1995 のち文庫
- 『ラスト・ラヴ』新潮社 1997年
- 『をんな紋 まろびだす川』角川書店 1997年 のち文庫
- 『をんな紋 はしりぬける川』角川書店 1998年 のち文庫
- 『をんな紋 あふれやまぬ川 』角川書店 1999年 のち文庫
- 『黒真珠』新潮社 1999
- 『水晶婚』講談社 2001
- 『天涯の船（上・下）』新潮社 2003年 のち文庫
- 『蒼のなかに』角川書店 2004年
- 『タカラジェンヌの太平洋戦争』新潮新書 2004年
- 『お家さん』新潮社 2007 のち文庫
- 『銀のみち一条』新潮社、2008 のち文庫
- 『自分道 自分をつらぬき歴史を作った女たち』角川SSC新書 2009
- 『負けんとき ヴォーリズ満喜子の種まく日々』新潮社【上・下】 2011  のち文庫
- 『ひこばえに咲く』PHP研究所、2013
- 『虹、つどうべし 別所一族ご無念御留』幻冬舎、2013
- 『にっぽん聖地巡拝の旅』大法輪閣 2014年
- 『ホップステップホーム!』実業之日本社 2014
- 『天平の女帝　孝謙称徳』新潮社、2015年
- 『ウエディングドレス おしあわせに』幻冬舎、2016年6月。ISBN 978-4-344-02963-7。
- 『虹、つどうべし 別所一族ご無念御留』幻冬舎〈幻冬舎時代小説文庫〉、2016年12月。ISBN 978-4-344-42559-0。
- 『花になるらん 明治おんな繁盛記』新潮社、2017年9月。ISBN 978-4-10-373716-2。
  - 文庫版:『花になるらん 明治おんな繁盛記』新潮社〈新潮文庫〉、2020年3月。ISBN 978-4-10-129624-1。
- 『天平の女帝 孝謙称徳 皇王の遺し文』新潮社〈新潮文庫〉、2018年5月。ISBN 978-4-10-129623-4。
- 『夜明けのウエディングドレス』幻冬舎〈幻冬舎文庫〉、2018年8月。ISBN 978-4-344-42767-9。
- 『姫君の賦 千姫流流』PHP研究所、2018年12月。ISBN 978-4-569-84179-3。
  - 文庫版:『姫君の賦 千姫流流』PHP研究所〈PHP文芸文庫〉、2021年5月。ISBN 978-4-569-90121-3。
- 『にっぽん聖地巡拝の旅 あずま下り編』大法輪閣、2019年11月。ISBN 978-4-8046-1419-9。
- 『帆神 北前船を馳せた男・工楽松右衛門』新潮社, 2021.8

### 共著
- 『夕焼けエッセー』1-2 時実新子 産経新聞ニュースサービス 2003-04
- 『モノ書く女への道』時実新子 実業之日本社 2004年
- 『夕焼けエッセーまとめて5年分』時実新子, 眉村卓共選 産経新聞出版 2009
- 『夕焼けエッセー 2017 おかげさまで15年』産経新聞出版、2016年10月。ISBN 978-4-8191-1290-1。眉村卓共選。

## ラジオ
- 関西名刹紀行（ラジオ関西、2009年7月4日-2010年8月7日）
- 〜神仏融合〜玉岡かおるの巡拝の旅（ラジオ関西、2010年8月14日-）

## テレビ
- 第(2)ニッポン国・独立宣言「大人の自由時間」新説？ピラミッドの謎 共演 檀ふみ/竹村公太郎/本田聖嗣 2008年4月23日

## 舞台
- なにげに文士劇2024 旗揚げ公演『放課後』（サンケイホールブリーゼ、2024年11月16日） - 麻生恭子 役[5]